# Lagnes
Lagnes település Franciaországban, Vaucluse megyében. Lakosainak száma 1707 fő (2022. január 1.). Lagnes Cabrières-d’Avignon, L’Isle-sur-la-Sorgue, Robion, Saumane-de-Vaucluse és Fontaine-de-Vaucluse községekkel határos.

## Népesség
A település népességének változása:
| Lakosok száma | 1636 | 1622 | 1662 | 1635 | 1645 | 1641 | 1638 | 1673 | 1707 |
|               | 2013 | 2015 | 2016 | 2017 | 2018 | 2019 | 2020 | 2021 | 2022 |